# Slow Pilot
Slow Pilot is een Belgische indierockband rond zanger en songwriter Pieter Peirsman (Hooverphonic). De band werd door hem opgericht in 2013. In 2018 verscheen hun debuutalbum Gentle Intruder.

## Geschiedenis
Peirsman startte Slow Pilot als soloproject maar zocht al snel bandleden om de muziek te brengen zoals hij wilde. Het eerste bandlid dat hij aantrok, was bassist Maarten Van Mieghem (Yevgueni). Na samenwerking met vijf drummers voegde Laurens Billiet (Zimmerman, Douglas Firs) zich definitief bij de bezetting. Tijdens tournees werd hij vervangen door Jordi Geuens (Selah Sue). Op aanraden van Patrick Steenaerts (Yevgueni) vond Peirsman in Sebastian Leye (Delv!s, Noémie Wolfs) de tweede gitarist. Via Leye kwam ten slotte toetsenist Laurens Dierickx (Delv!s) bij de band. Na zijn deelname aan De Beste Singer-songwriter Van Vlaanderen in 2013 werd Pieter Peirsman gevraagd om met de band de support van K's Choice te verzorgen tijdens hun aanstaande tour van 2014.
Nog in 2013 bracht Slow Pilot in eigen beheer de titelloze ep Slow Pilot uit, waarvan het nummer Dance the Night Away Voxtip werd op Radio 1. De ep, geproduceerd door David Poltrock, genereerde aandacht voor de band waarna verschillende optredens verzorgd werden. Met Jef Neve bracht Peirsman een adaptatie van het 'Friends'-themalied I'll Be There for You, in het één-programma Café Corsari.
In 2018 werd het debuutalbum Gentle Intruder uitgebracht. Deze keer lag de productie in handen van Jasper Maekelberg (Faces on TV, Warhaus). De opnames vonden plaats in de ICP Recording Studios in Brussel. Nadat de initiële opnames afgerond waren, werden opnames van zestien strijkers van het Belgian Session Orchestra toegevoegd aan een aantal nummers. Het hoesontwerp is van de hand van Stijn Felix. Gentle Intruder werd uitgebracht via Starman Records. Het album werd positief onthaald door Philippe De Cleen van Written in Music en Patrick Blomme van daMusic maar Stef Vanwoensel van Het Nieuwsblad was er minder over te spreken. In Nederland werden de singles Anyone en Parade A-plaat van de week op NPO Radio 2. Slow Pilot speelde als openingsact van Hooverphonic in Paradiso Amsterdam en in het Amsterdams Bostheater.
Naar aanleiding van het 25-jarig jubileum van het album Grace van Jeff Buckley werd de rockumentary Slow Pilot Plays Jeff Buckley opgenomen.

## Discografie
- Slow Pilot (ep, 2014)
- Gentle Intruder (album, 2018)
- Falling Off the Earth (album, 2024)